# Gnarrenburg
Gnarrenburg est une commune située dans le Nord de l'Allemagne, dans le Land de Basse-Saxe et l'arrondissement de Rotenburg (Wümme).

## Quartiers
(nombre d'habitants en 2011)
- Augustendorf (276)
- Barkhausen (281)
- Brillit (922)
- Fahrendorf (399)
- Findorf (366)
- Glinstedt (604)
- Gnarrenburg (3 026)
- Karlshöfen / Karlshöfenermoor (1 309)
- Klenkendorf (255)
- Kuhstedt (1 036)
- Kuhstedtermoor (224)
- Langenhausen (606)

## Jumelages
- Baalberge (Allemagne)